# Moerasheide-aarduil
De moerasheide-aarduil (Protolampra sobrina) is een vlinder uit de familie uilen (Noctuidae). De wetenschappelijke naam is voor het eerst geldig gepubliceerd in 1843 door Duponchel.
De vlinder heeft een voorvleugellengte van 14 tot 17 millimeter. De jonge rups eet vooral van bosbes, zuurbes en struikhei. De rups overwintert en in latere stadia eet hij vooral in (loof)bomen en andere hoge vegetatie. De vliegtijd is juli en augustus.
De soort komt verspreid over een groot deel van het Palearctisch gebied voor in de bergen en in koele moerassen. In Nederland en België is de soort zeer zeldzaam.